# Bodnegg
Bodnegg ist eine Gemeinde mit 98 Weilern bzw. Höfen (Vereinödung im 18. Jahrhundert) im Landkreis Ravensburg in Baden-Württemberg.

## Geographie

### Lage

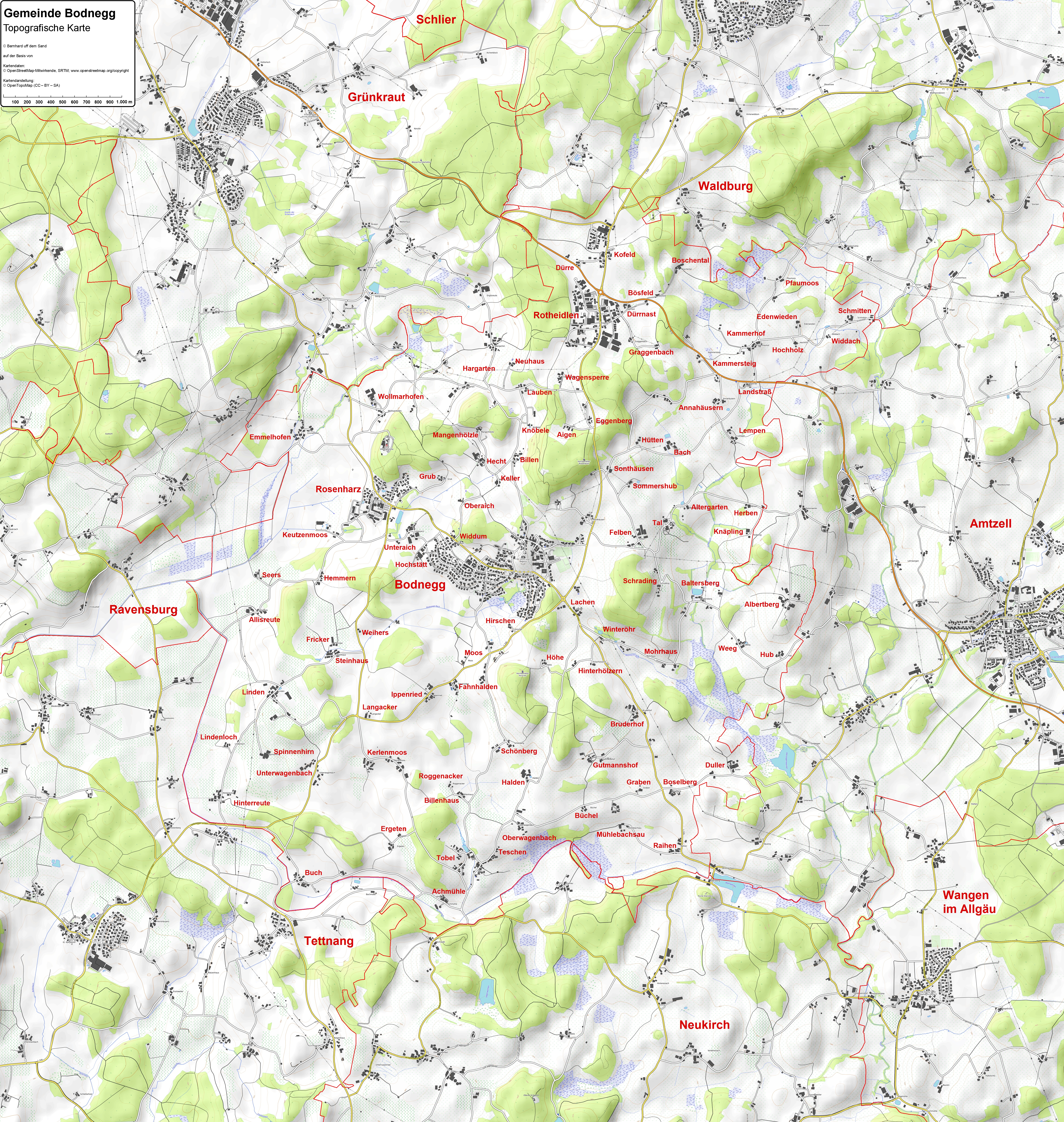
Topografische Karte der Gemeinde Bodnegg

Bodnegg liegt am Übergang von Oberschwaben zum Westallgäu in 519 bis 700 Meter Höhe, jeweils etwa 15 km von der Kreisstadt Ravensburg, von Wangen im Allgäu und von Tettnang entfernt.
Vom Kirchberg aus (640 m ü. NN) sind der Bodensee und Berge sowohl der Schweiz (z. B. der Säntis), Österreichs (z. B. der Hohe Freschen) wie des bayerischen Allgäus (z. B. der Hochgrat) zu sehen.

### Gemeindegliederung
Zu den Ortsteilen zählen die Dörfer Rosenharz und Rotheidlen.
Die übrigen Dörfer, Weiler und Einzelhöfe sind (in alphabetischer Reihenfolge) Achmühle, Aigen, Albertberg, Allisreute, Altergarten, Annahäusern, Bach, Baltersberg, Billen, Billenhaus, Boschental, Boselberg, Bösfeld, Bruderhof, Buch, Büchel, Duller, Dürre, Dürnast, Edenwieden, Eggenberg, Emmelhofen, Ergeten, Fahnhalden, Felben, Fricker, Graben, Graggenbach, Grub, Gutmannshof, Halden, Hargarten, Hecht, Hemmern, Herben, Hinterhölzern, Hinterreute, Hirschen, Hochstätt, Höhe, Hub, Hütten, Ippenried, Josenhalden, Kammerhof, Kammersteig, Keller, Kerlenmoos, Keutzenmoos, Knäpling, Knöbele, Kofeld, Lachen, Landstraß, Langacker, Lauben, Lempen, Linden, Lindenloch, Mangenhölzle, Mohrhaus, Moos, Mühlebachsau, Neuhaus, Oberaich, Oberwagenbach, Pfaumoos, Raihen, Roggenacker, Schmitten, Schönberg, Schrading, Seers, Sommershub, Sonthäusern, Spinnenhirn, Steinhaus, Tal, Teschen, Tobel, Unteraich, Unterwagenbach, Wagensperre, Weeg, Weihers, Widdach, Widdum, Winteröhr und Wollmarshofen.

### Nachbargemeinden
Nachbargemeinden sind im Landkreis Ravensburg die Stadt Ravensburg, die Gemeinden Amtzell, Grünkraut und Waldburg sowie im Bodenseekreis die Stadt Tettnang und die Gemeinde Neukirch.

### Schutzgebiete
Im Gemeindegebiet sind vier Naturschutzgebiete (Auweiher, Herzogenweiher, Pfaumoos, Niggelmoos und Bei der Schleife und Quellmoore bei Englisreute) sowie ein Landschaftsschutzgebiet (Jungmoränenlandschaft zwischen Amtzell und Vogt) ausgewiesen. (Stand: 1. April 2010)

## Geschichte

### Mittelalterliche Ortsgeschichte
Über die Herkunft des Namens Bodnegg, mundartlich „Burneck“ oder „Bunneck“ ausgesprochen, wird gerätselt. Während die Nachsilbe „-egg“ als Bergvorsprung gedeutet wird, ranken sich um die erste Silbe „Bod-“ mehrere Deutungsversuche, bis hin zu einer Ableitung aus dem keltischen Wort „burren“, was einen kleinen runden Hügel bedeute.
Während der Zeit des Hochmittelalters lag der Ort im Herzogtum Schwaben. Bereits im 12. Jahrhundert besaß das Kloster Weißenau einen „curtem in Bodnegge“, also einen Hof in Bodnegg. 1357 verkaufte Truchsess Eberhard III. von Waldburg einige Höfe an das Kloster Weingarten. 1463, 1470 und 1486 erwarb das Kloster Weißenau viele weitere Güter, 1473 wurde ihm die Pfarrei Bodnegg einverleibt.

### Ortsentwicklung in der Neuzeit
Im Reichsdeputationshauptschluss von 1803 wurde das Kloster Weißenau säkularisiert und fiel an den Grafen von Sternberg-Manderscheid. Die meisten Güter, so auch die in Bodnegg, fielen zunächst an die Landvogtei Schwaben und somit an Vorderösterreich, jedoch bereits 1806 an das von Napoleon zum Königreich erhobene Württemberg. Bodnegg wurde 1806 dem württembergischen Oberamt Altdorf zugeteilt und kam 1810 zum neu gegründeten Oberamt Ravensburg, dem es bis 1934 angehörte.
Der Hauptort Bodnegg war bis in das 20. Jahrhundert nur ein kleiner Weiler mit rund 50 Einwohnern, der vor allem als kirchliches Zentrum für die vielen einzelnen Höfe der Umgebung diente. Die Bevölkerungszahl der Gemeinde wird um 1840 mit 1408 angegeben, 1910 zählt sie 1660 Einwohner.
Während der NS-Zeit in Württemberg fanden zwei Kreisreformen statt. Zunächst gab es 1934 lediglich eine Umbenennung des Oberamts in Kreis Ravensburg, dem der Ort von 1934 bis 1938 angehörte. Mit der größeren Kreisreform von 1938 kam Bodnegg schließlich zum erweiterten Landkreis Ravensburg. Nach dem Zweiten Weltkrieg wurde der Ort Teil der französischen Besatzungszone und erfuhr somit die Zuordnung zum neu gegründeten Land Württemberg-Hohenzollern, welches 1952 im Land Baden-Württemberg aufging.
Erst in der zweiten Hälfte des 20. Jahrhunderts entwickelte sich der Ort durch den Bau mehrerer Neubaugebiete zu einer größeren Wohngemeinde.

## Religionen

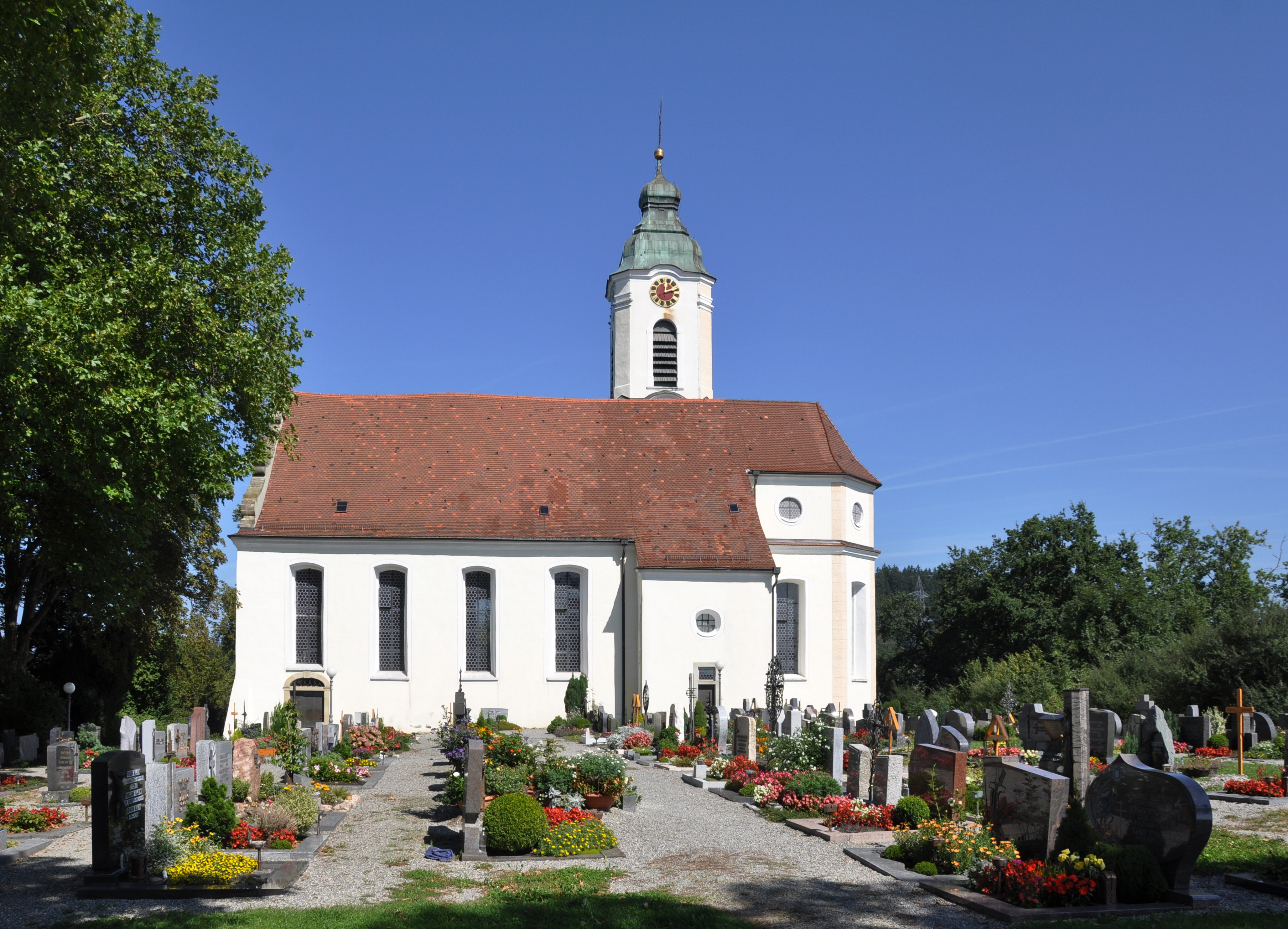
Pfarrkirche St. Ulrich und Magnus in Bodnegg (Südseite)

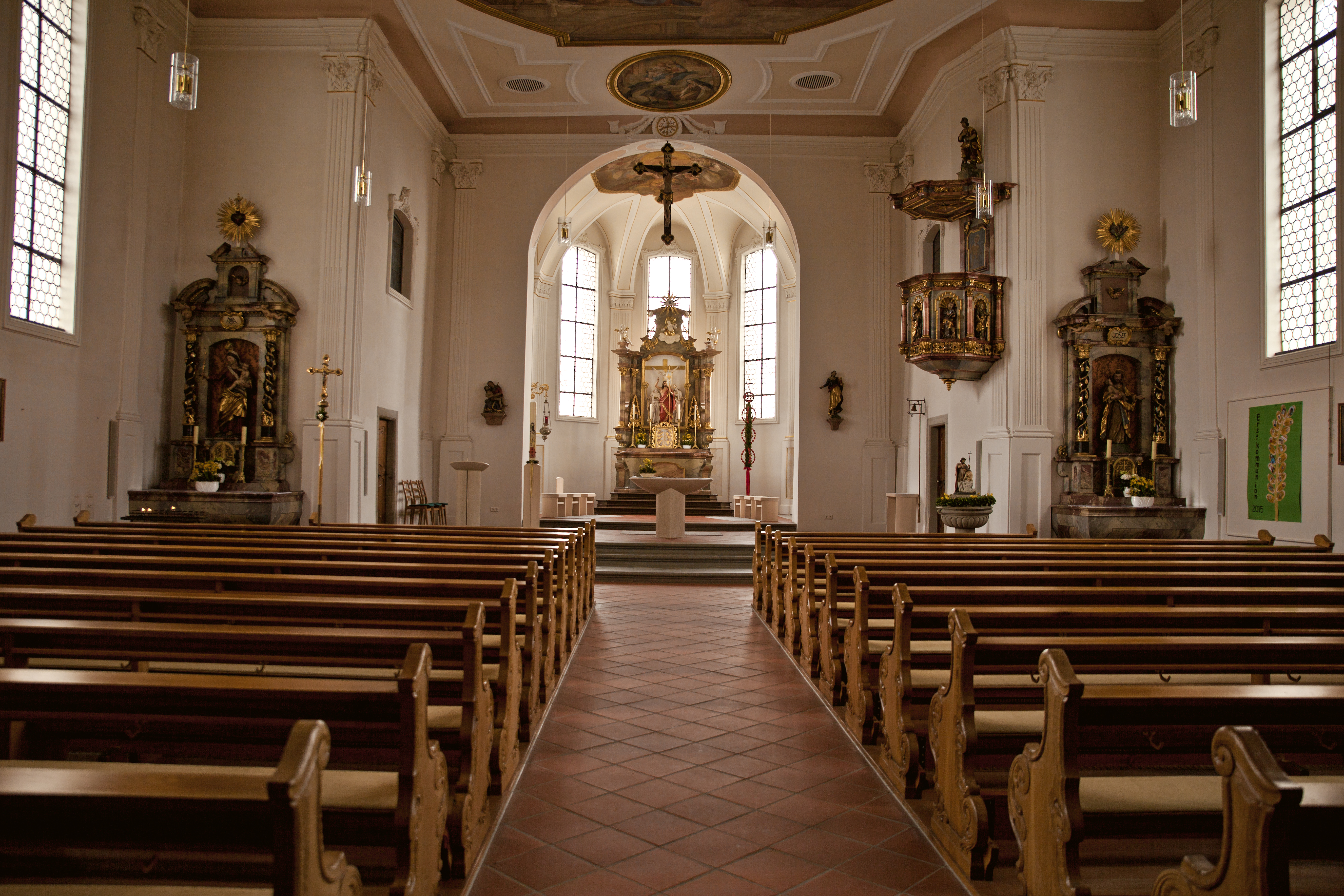
Inneres der Pfarrkirche St. Ulrich und Magnus

Bodnegg ist wie das gesamte Umland römisch-katholisch geprägt. Die Gemeinde ist Sitz der Pfarrei St. Ulrich und Magnus in der Seelsorgeeinheit Vorallgäu (mit den Kirchengemeinden Grünkraut, Schlier und Unterankenreute). Bodnegg gehört zum 2007 gebildeten Dekanat Allgäu-Oberschwaben der Diözese Rottenburg-Stuttgart.
Die evangelischen Christen in Bodnegg sind Mitglieder der Kirchengemeinde Atzenweiler-Vogt, die zum Dekanat Ravensburg gehört. Die Weiler Hinterberg und Schmitten gehören allerdings zur Kirchengemeinde Wangen.

## Politik

### Verwaltungsverband
Die Gemeinde ist Mitglied im Gemeindeverwaltungsverband Gullen mit Sitz in Grünkraut.

### Gemeinderat
Die Kommunalwahlen vom 9. Juni 2024 führten zu folgendem Ergebnis:
| Partei/Liste      | 2024   | 2024   | 2019   | 2019   |
| Partei/Liste      | Anteil | Sitze  | Anteil | Sitze  |
| ----------------- | ------ | ------ | ------ | ------ |
| Freie Wähler      | 45,8 % | 6      | 49,9 % | 7      |
| Zukunft Bodnegg   | 22,4 % | 3      | --     | --     |
| Mensch und Umwelt | 18,0 % | 3      | 30,3 % | 4      |
| Aktiv für Bodnegg | 13,8 % | 2      | 19,8 % | 3      |
| Wahlbeteiligung   | 66,3 % | 66,3 % | 64,6 % | 64,6 % |

### Bürgermeister
Bürgermeister ist seit Oktober 2022 Patrick Söndgen (CDU). Er wurde am 24. Juli 2022 mit 57,4 Prozent der Stimmen gewählt. Sein Vorgänger Christof Frick amtierte von 1998 bis 2022. Bei der Bürgermeisterwahl 2022 trat dieser nicht erneut an.

### Wappen
| Wappen der Gemeinde Bodnegg | Blasonierung: „Goldener Dreiberg auf blauem Grund, darüber ein silbernes Schwert mit zwei schräggekreuzten goldenen Schlüsseln.“ |
| Wappen der Gemeinde Bodnegg | Wappenbegründung: Die Symbole des Wappens, Schwert und Schlüssel (Attribute der Heiligen Petrus und Paulus) befinden sich auch im Wappen des ehemaligen Klosters Weißenau. Sie sollen darauf hinweisen, dass Bodnegg ab dem 15. Jahrhundert zum Kloster Weißenau gehörte. Der Dreiberg deutet auf die exponierte Lage der Kirche hin. |

### Partnerschaften
Bodnegg pflegt eine rege Partnerschaft mit dem Schweizer Ort Vouvry. Diese Partnerschaft wurde von den Schulen der beiden Gemeinden ins Leben gerufen, um den Schülern des Bildungszentrums Bodnegg die französische Sprache näherzubringen. Praktisch wird dies in Form eines Schüleraustauschs umgesetzt, in dessen Rahmen die Schüler auf deutscher wie auf Schweizer Seite jeweils drei Wochen in einer Gastfamilie der Partnergemeinde leben. Inzwischen hat sich daraus auch auf Vereins- und kommunalpolitischer Ebene ein reges gegenseitiges Interesse entwickelt.

## Wirtschaft und Infrastruktur

### Bildung
- Schulen: An der 1968 gegründeten Ganztagesschule Johann-Baptist-von-Hirscher-Bildungszentrum werden über 800 (2015/1) Schülerinnen und Schüler in den Schularten Grundschule, Werkrealschule und Realschule unterrichtet. Die eigenständige Lindenschule ist eine Förderschule für Kinder mit stark erhöhtem Förderbedarf.
- Kindergärten: St. Martinus und St. Elisabeth in kirchlicher Trägerschaft.
- Bücherei: Öffentliche Gemeindebücherei – Katholische Öffentliche Bücherei – im Bildungszentrum Bodnegg. Gegründet als Pfarrbücherei im Jahr 1949, steht die Bücherei seit 1968 unter dreifacher Trägerschaft, welche die öffentliche mit der schulischen Nutzung verbindet. Als Bücherei der Grundversorgung (seit 1974) umfasst der Bestand gegenwärtig rund 9.000 Titel. Seit 2005 ist die Bücherei im Pavillongebäude des Bildungszentrums in neuen Räumen untergebracht.

## Kultur und Sehenswürdigkeiten

### Bauwerke

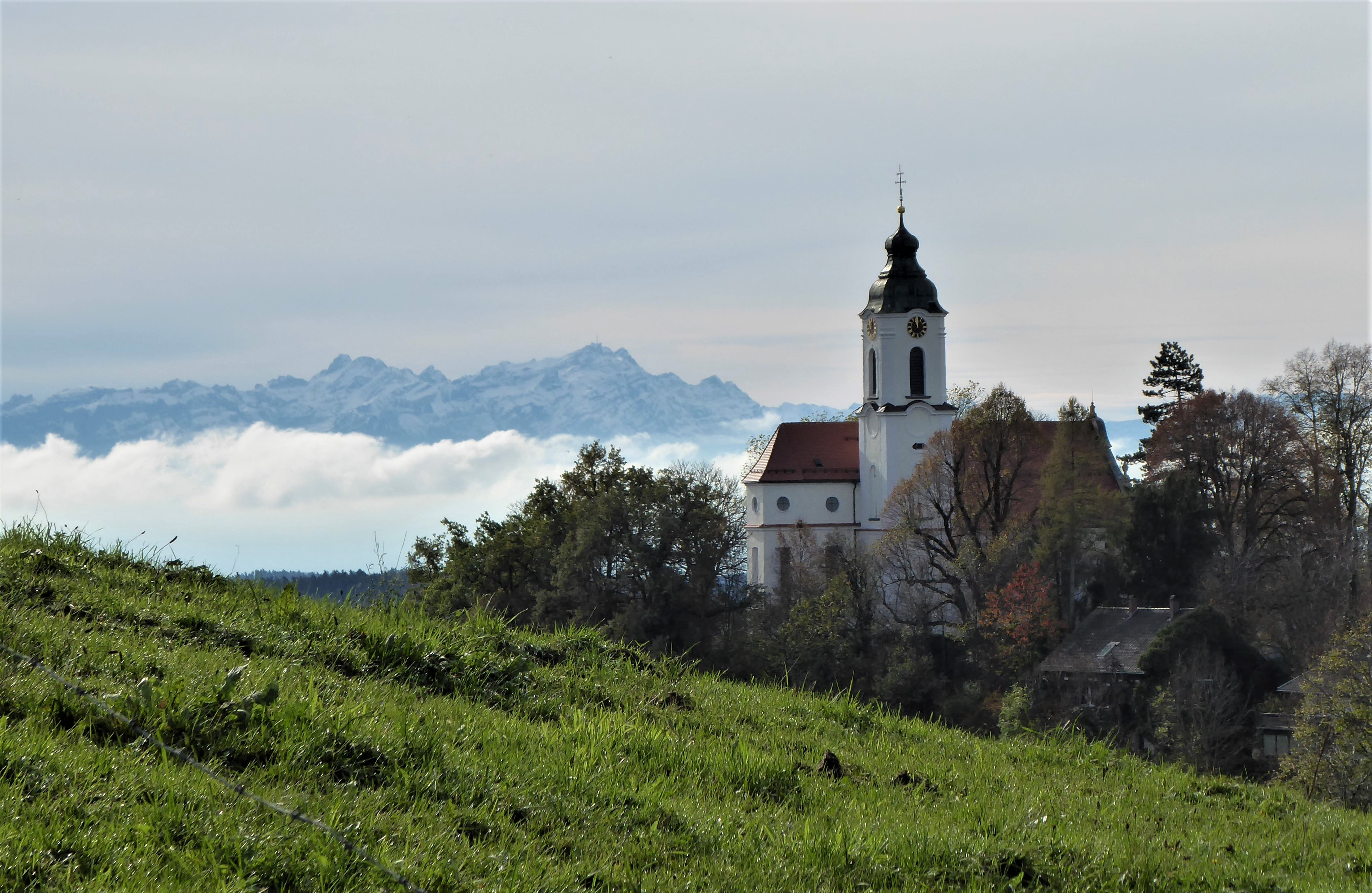
Pfarrkirche St. Ulrich und Magnus in Bodnegg

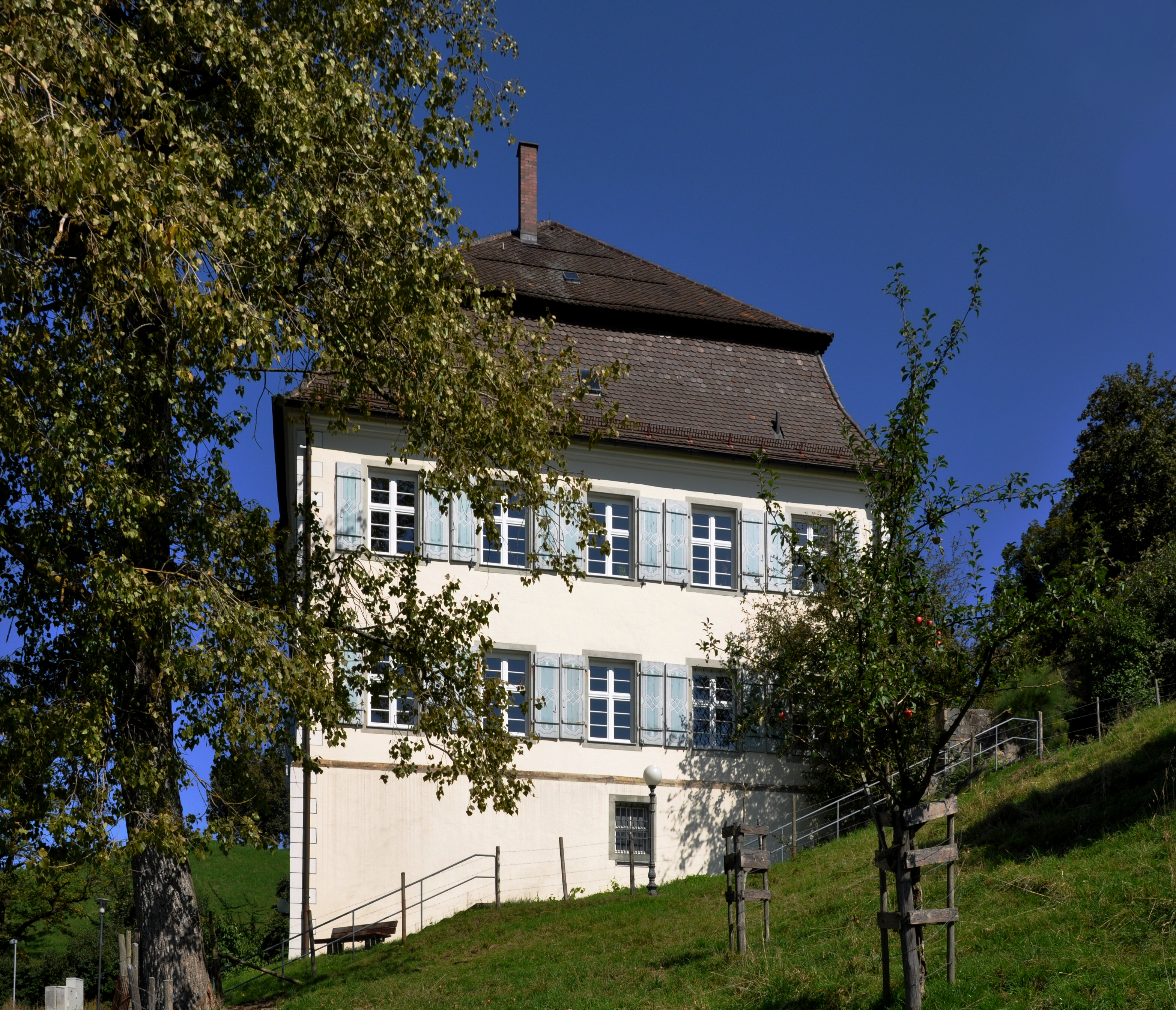
Pfarrhaus Bodnegg

Hervorragende Sehenswürdigkeiten und Wahrzeichen der Gemeinde sind die auf dem Kirchberg gelegene weithin sichtbare barocke Pfarrkirche St. Ulrich und Magnus und das dazugehörige Pfarrhaus.
Auf dem Gemeindegebiet gibt es außerdem zwei Kapellen:
- Kapelle St. Maria und Wendelin in Oberwagenbach, gestiftet 1866 von Theresia Leute, mit barocken Ausstattungsstücken aus der Bodnegger Pfarrkirche
- Kapelle St. Agatha in Hinterhargarten, erbaut in der 1. Hälfte des 19. Jahrhunderts

Im Ortszentrum weist der Brunnen mit dem „Bodnegger Brotfresser“ auf den sprichwörtlichen schwäbischen Geiz der Bodnegger und die entsprechende Angst der Nachbargemeinden, wenn bei Gemeindefesten die Bodnegger anrückten und das Brot, das es meist als Beilage umsonst gab, am liebsten ohne die zu bezahlenden „Hauptspeisen“ (z. B. Fleisch) vertilgten.

### Vereinsleben
- Der Verein [boku] organisiert ein Jahresprogramm für gehobene Unterhaltung aus Theater, Wort und Musik.
- Die Musikkapelle Bodnegg ist eine Trachtenkapelle mit derzeit rund 70 aktiven Musikanten.
- Treibende Kraft der schwäbisch-alemannischen Fasnet ist die Narrenzunft Bodnegg mit den Narrenfiguren „Brotfresser“ und „Brotweible“.

## Persönlichkeiten

### Söhne und Töchter der Gemeinde
- Johann Baptist von Hirscher (1788–1865), katholischer Moraltheologe und Katechet
- Franz Joseph Müller (1830–1908), Stadtschultheiß von Ehingen und Mitglied des Deutschen Reichstags, im Weiler Emmelhofen geboren
- Johann Baptist Müller (1932–2017), Politikwissenschaftler und Hochschullehrer